# Hebe
|  | For planteslægten Hebe, se Hebe-slægten. |
Hebe (græsk Ἥβη) er gudinde for ungdom i græsk mytologi. Hun er datter af Zeus og Hera
Den tilsvarende romerske gud hed Juventas.
Hebefren skizofreni er afledt af Hebe.
Asteroiden 6 Hebe er ligeledes opkaldt efter Hebe.